# Yakim Douan
(R. A. Salvatore, Il potere del Demone)
Yakim Douan è un personaggio fantastico nel libro Il potere del demone della saga fantasy di Demon Wars scritta da R. A. Salvatore.

## Biografia
Yakim Douan nacque quasi 850 anni prima gli eventi narrati nella saga di Demon Wars; addirittura quando St.Abelle mor lui aveva appena sette anni. Quando partecipò alla ricerca del successore del Condottiero Chezru, Yakim era un giovane yatol poco più che trentenne; il bambino benedetto fu rintracciato in poco tempo e Yakim andò a contemplare il miracolo che esso costituiva: ma ne rimase deluso e amareggiato perché si ritrovò davanti a un bambino qualsiasi a cui gli yatol più potenti del Behren attribuivano i più grandi miracoli. L'infante era solo uno strumento per permettere a quegli yatol di governare l'intero paese. Fu solo pochi anni dopo che un disilluso Yakim Douan scoprì il segreto dell'immortalità, derivante dall'utilizzo di una pietra dell'anima. In otto secoli di uso della gemma magica che gli stessi preti yatol consideravano demoniaca, solo una volta rischiò di essere scoperto: uno yatol goffo aveva fatto rovesciare la Coppa Chezru, la reliquia più preziosa della chiesa yatol, e aveva rivelato la gemma incastonata sul fondo. Yakim non aveva esitato ad ucciderlo.
Nell'Anno di Dio 839 (secondo il calendario abellicano) Yakim Douan era il sessantaduenne Condottiero Chezru del Behren, la Voce di Dio, che si apprestava a prepararsi ancora una volta alla Trascendenza  con cui si sarebbe reincarnato in un corpo più giovane. Affinché fosse riconosciuto come il bimbo benedetto da Yatol, e scelto per rivestire la carica di Condottiero Chezru, all'età di due anni recitava i libri sacri in modo fluido e perfetto, sbalordendo anche i più anziani sacerdoti. Naturalmente non poteva dare inizio alla Trascendenza se il suo popolo era in preda allo scompiglio. Il suo titolo gli permetteva di godere di qualsiasi lusso avesse desiderato, e una sua parola era sufficiente per giustiziare un uomo senza domande o lamentele. Qualora avesse dovuto imporre qualche decreto scomodo per i suoi yatol, gli sarebbe bastato fingere di essere entrato in contatto con Dio e di aver ricevuto l'ordine direttamente da Lui per porre fine a qualsiasi dubbio e lamentela. Il suo ottavo attendente dall'inizio del suo regno era Merwan Ma;  in genere gli assistenti che sceglievano non dovevano brillare di intelligenza e occorreva che fossero ciecamente devoti a Yatol; Douan aveva preso queste precauzioni per evitare che il suo braccio destro nella sua successiva reincarnazione approfittasse del suo corpo di bambino per usurpare il suo trono: Yakim però si era affezionato a Merwan Ma nonostante fosse molto curioso e intelligente ed era arrivato a considerarlo un vero amico, proprio come gli era accaduto con l'Abate Olin di Entel, che era arrivato a stimare nonostante fosse un pagano abellicano. Addirittura negli ultimi anni era arrivato a finanziare economicamente il prelato sperando di elevarlo al rango di Padre Abate ed innescare così interessanti sviluppi nel regno settentrionale di Honce-the-Bear. Il To-gai, la nazione a ovest del Behren fu conquistata per ordine di Yakim che la rivendicò come una provincia perduta del suo regno. Il Condottiero Chezru fu però costretto ad allontanare lo yatol Tohen Bardoh, responsabile della conquista, dal suo incarico di domare i barbari to-gai-ru, perché utilizzava metodi brutali e fin troppo feroci anche per i suoi gusti. La rivolta innescata da Ashwarawu e altri problemi sorti nel paese costrinsero Douan a rinviare la Trascendenza ma la battaglia di Dharyan sembrò ripristinare definitivamente la supremazia behrenese nel To-gai.
La Rivoluzione To-gai-ru

Quando il Kaliit Timig chiese a Douan il permesso di marciare contro i Jhesta Tu, il Condottiero Chezru ordinò invece di inviare solo metà dei Chezhou-Lei per evitare di privarsi della sua guardia d'élite ovvero:
(R. A. Salvatore, Il potere del demone)
Saputo del disastro delle Montagne di fuoco, Yakim Douan non esitò a sfruttare i sensi di colpa del vecchio Kaliit per indurlo a suicidarsi e far ricadere tutta la colpa della sconfitta su di lui; i problemi però non erano finiti perché ben presto arrivò la notizia che un'armata to-gai-ru, guidato dal Drago del To-gai aveva conquistato Dharyan. Il Condottiero Chezru ordinò allora la mobilitazione totale dell'esercito behrenese intenzionato a scatenare contro il To-gai una guerra su vasta scala:  30.000 uomini furono inviati verso ovest con il compito di sottomettere definitivamente le steppe e i suoi abitanti. Al contempo la Voce di Dio si rammaricò di aver rimosso lo spietato yatol Tohen Bardoh dal suo incarico di Governatore generale del To-gai. Un improvviso malore costrinse Yakim Douan a ricorrere al potere dell'ematite della Coppa Chezru; quando tornò cosciente, si rese conto che Merwan Ma aveva visto tutto, e non gli rimase altra scelta che ordinare la sua esecuzione: doveva assolutamente tutelare il suo segreto. L'attendente sarebbe dovuto morire con onore in battaglia a Dharyan e incaricò un Chezhou-Lei per accertarsi che una simile circostanza si verificasse: Douan era addolorato di dover ordinare la morte di Merwan Ma, ma aveva troppo da perdere per avere tentennamenti. Nonostante l'incredibile forza militare scesa in campo, i to-gai-ru ottennero una vittoria dopo l'altra e Yakim preoccupato per le crescenti tensioni che si stavano creando fra gli yatol,  decise di ricorrere al potere dell'ematite per localizzare l'esercito ribelle e rivelarne la posizione a Tohen Bardoh che doveva fidarsi in quanto visioni impartite al Condottiero Chezru dallo stesso divino Yatol. 
La caduta
Durante una delle sue escursioni in spirito, Douan fu sorpreso di trovare Merwan Ma vivo e vegeto nel campo dei suoi nemici e provò allora a sfruttare la situazione per assassinare Brynn Dharielle impossessandosi del corpo del suo ex attendente: l'omicidio fu sventato per un pelo dall'intervento di Pagonel. Il Condottiero Chezru non si rammaricò molto per il suo fallimento in quanto la sua strategia stava funzionando e l'esercito di Bardoh stava incalzando il nemico senza un attimo di pace. Pochi giorni dopo all'interno del suo palazzo, il Chom Deiru, Yakim fece radunare gli yatol più potenti del regno e annunciò loro l'imminente sconfitta del Drago del To-gai ormai assediato all'interno di Dharyan dall'esercito di Bardoh; in quel momento fecero intrusione nella sala Pagonel e Merwan Ma che svelarono il segreto del Condottiero Chezru. Mentre i Chezhou-Lei uccidevano il giovane ex assistente della Voce di Dio, Pagonel usò la propria energia per distruggere l'ematite di Douan. Insospettiti dagli atteggiamenti ambigui del loro leader e dalle parole dei due intrusi, gli yatol di comune accordo decisero di uccidere il sacrilego Condottiero Chezru con 23 coltellate nel suo letto. Senza la sua guida immortale, il Behren sprofondò in poco tempo nel caos, dilaniato da guerre intestine e dalle antiche gelosie tribali mai distrutte dal fervore della religione yatol.